# Estancia Santa Catalina
L'estancia Santa Catalina est une ancienne réduction jésuite, située à 70 km au nord de la ville de Córdoba en Argentine et classée au Patrimoine mondial de l’humanité en l'an 2000.

## Histoire
Les origines de l'estancia remontent en 1584, quand Don Jerónimo Luis de Cabrera, fondateur de la ville de Córdoba, attribue en remerciement les 100 000 hectares de terres de « Calabalumba la Vieja » à un de ses compagnons d'expédition, Don Miguel de Ardiles. À sa mort, son fils, Miguel de Ardiles el Mozo, vend le domaine à Luis Frassón, qui le cède à son tour à la Compagnie de Jésus le 1er août 1622.
Pour rendre le terrain cultivable, les jésuites commencent par mettre en place un système de canalisations souterraines qui apportent de l'eau depuis une source située dans la vallée d’Ongamira, à plusieurs kilomètres de là. Puis ils construisent l'estancia, le noviciat ainsi que divers ateliers comprenant notamment une forge, une charpenterie, un fouloir, et deux moulins. Santa Catalina devient ainsi la plus grande exploitation agricole de la région, avec plus de 25 000 têtes de bétail — bovins, ovins et mules — et une culture intensive.
La construction de l'église vient ensuite, vraisemblablement entre 1754 et 1760, et mobilise de nombreux architectes de l'ordre dont les noms n'ont, pour la plupart, pas été conservés. Seul l'architecte de la façade, le frère d'origine bavaroise Antonio Harls, est connu.
En 1767, les jésuites sont expulsés d'Espagne et de ses colonies par le roi Charles III d'Espagne. L'estancia est vendue quelques années plus tard, en 1774, à Francisco Antonio Díaz, alcalde de Córdoba, dans la famille duquel elle est restée depuis lors.
En 1941, elle est classée monument historique, puis en 2000 est inscrite au patrimoine mondial de l’humanité.